# Medetera exiguus
Medetera exiguus är en tvåvingeart som beskrevs av Aldrich 1902. Medetera exiguus ingår i släktet Medetera och familjen styltflugor. Inga underarter finns listade i Catalogue of Life.